# Saccorhiza
Saccorhiza es un género de foraminífero bentónico de la subfamilia Saccorhizinae, de la familia Hyperamminidae, de la superfamilia Hippocrepinoidea, del suborden Hippocrepinina y del orden Astrorhizida. Su especie tipo es Hyperammina ramosa. Su rango cronoestratigráfico abarca el Holoceno.

## Discusión
Clasificaciones previas incluían Saccorhiza en la subfamilia Hyperammininae, de la familia Hippocrepinidae, así como en el suborden Textulariina del orden Textulariida.

## Clasificación
Saccorhiza incluye a las siguientes especies:
- Saccorhiza abiagna
- Saccorhiza affixa
- Saccorhiza anceps
- Saccorhiza atlantica
- Saccorhiza attrita
- Saccorhiza calcilega
- Saccorhiza delicata
- Saccorhiza dermatodea
- Saccorhiza dimera
- Saccorhiza echinata
- Saccorhiza flexiliramosa
- Saccorhiza fragilis
- Saccorhiza glabrilocula
- Saccorhiza luctuosa
- Saccorhiza polyschides
- Saccorhiza praealta
- Saccorhiza ramosa
- Saccorhiza spiculitubula
- Saccorhiza zenkevichi

Otra especie considerada en Saccorhiza es:
- Saccorhiza caribbeana, considerado sinónimo posterior de Saccorhiza ramosa